# Morpho hecuba
Morpho hecuba is een vlinder uit de onderfamilie Satyrinae. Het is de grootste vlinder van het genus Morpho en hij komt enkel voor in de regenwouden van noordelijk Zuid-Amerika.